# Blå akt (minne av Biskra)
Blå akt (minne av Biskra), franska: Nu bleu (souvenir de Biskra), är en oljemålning av den franske konstnären Henri Matisse. Den målades 1907 och ingår i Baltimore Museum of Arts samlingar i Maryland.
Matisse reste 1906 till oasstaden Biskra i Algeriet. Vid återkomsten till Collioure, en fiskeby vid franska medelhavskusten där han periodvis var bosatt, målade han Blå akt (minne av Biskra). Det var den enda tavla Matisse ställde ut vid Salon des indépendants i Paris 1907 där den uppfattades som stötande och kritiserades av bland annat Louis Vauxcelles. Den förvärvades av det amerikanska syskonparet Leo och Gertrude Stein som sedan tidigare även ägde Kvinna med hatt och Livsglädjen. Syskonen Stein lånade ut verket till Armory Show i New York och Chicago 1913. Även där var kritiken hård och i Chicago brändes en kopia av tavlan av uppretade demonstranter.
Det enda som påminner om Biskra i målningen är palmerna i bakgrunden. Med sin klara färgfältsuppdelning, de markerade kurvkonturerna och djärva förenklingarna är akten typisk för Matisses fauvistiska period. Matisse verkade även som skulptör; de flesta skulpturerna tillkom under 1900-talets första decennium. Samma år som Blå akt målades skulpterade han Liggande modell I (Aurora) där kvinnan ligger i samma ställning med utsträckt armbåge och handen vilande på huvudet. Samma motiv förekommer i flera målningar, första gången redan 1904 i Luxe, calme et volupté och därefter i bland annat Livsglädjen (1906), Bronsfiguren (1908) och Guldfiskarna (1912).  
Blå akt är även namnet på en serie om fyra konstverk som Matisse utförde 1952, strax före sin död. De gjordes i kollagetekniken découpage med kompositioner av figurer klippta ur pappersark och målade med gouache. Motivet är en sittande blå kvinna på vit grund.

## Bildgalleri

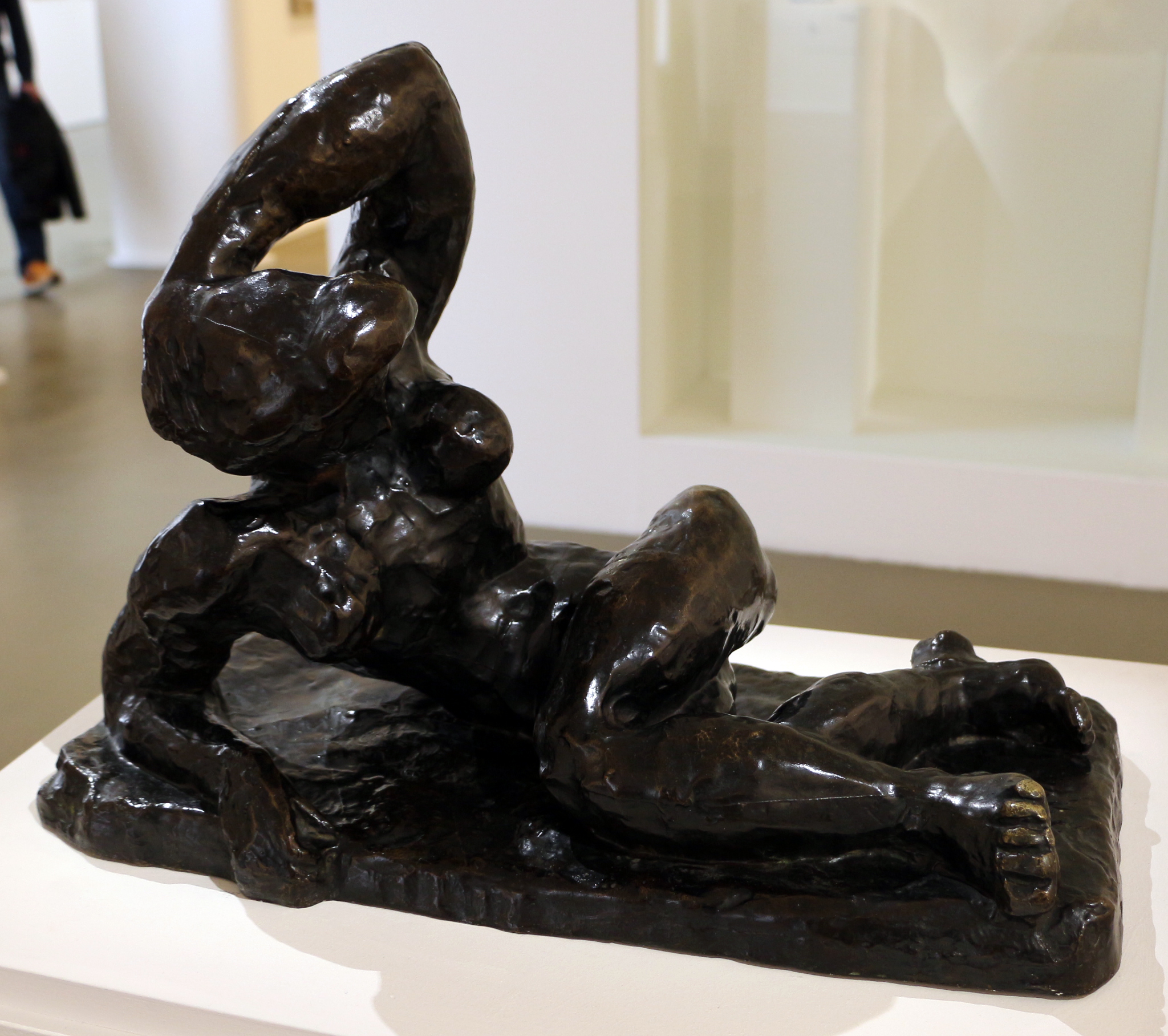
Liggande modell I (Aurora) (1907), Centre Georges Pompidou.
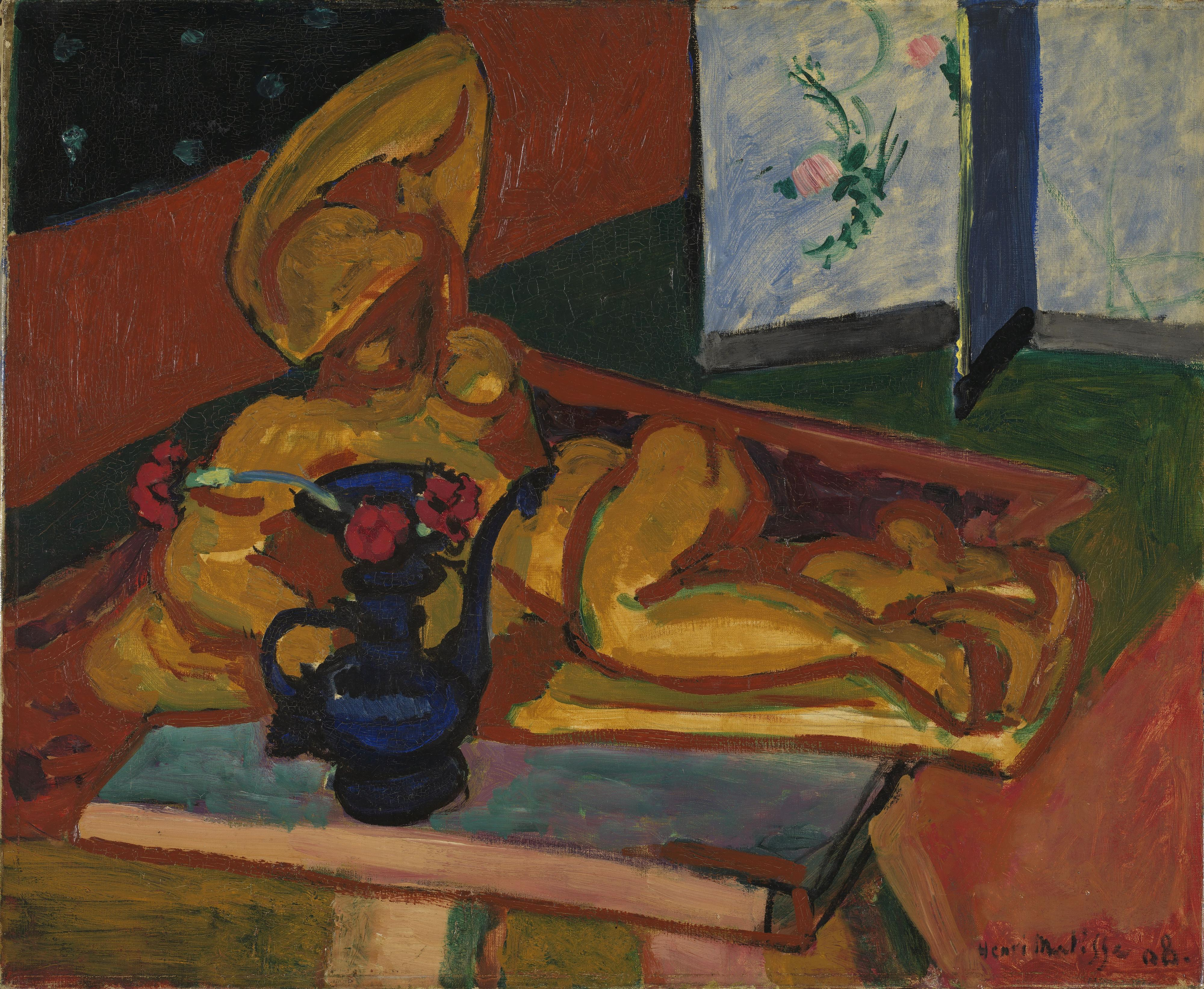
Bronsfiguren (1908), Nasjonalmuseet.
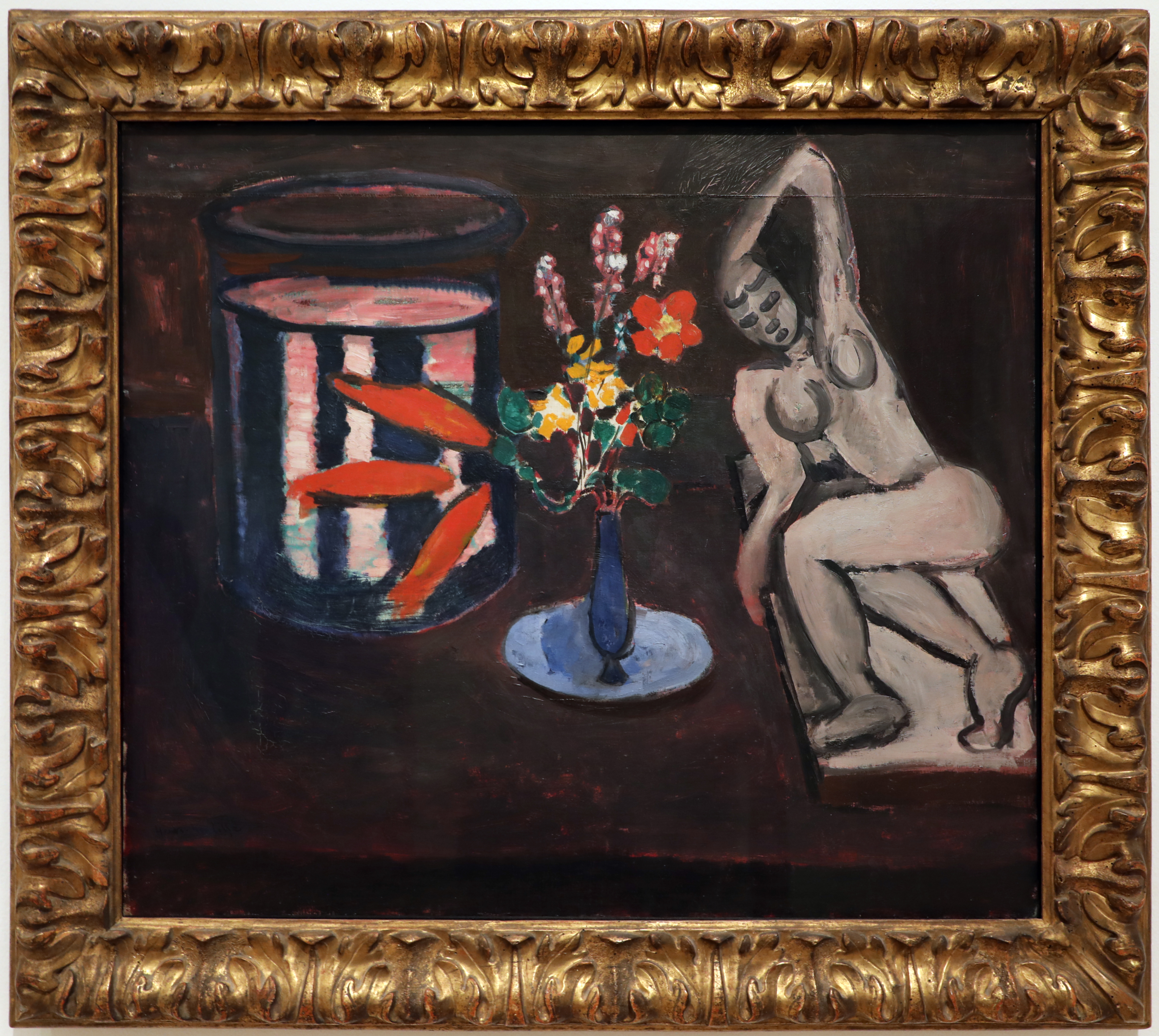
Guldfiskarna (1912), Statens Museum for Kunst.